# トム・ヤングス
トム・ヤングス（Tom Youngs、1987年1月28日 - ）は、イングランドの元ラグビーユニオン選手。

## プロフィール
- イングランド・ノリッジ出身。
- 現役時代のポジションはフッカー(HO)、センター(CTB)。
- 身長 175cm、体重 104kg
- 弟のベンはラグビー選手[1]。
- イングランド代表通算キャップ数は28でラグビーワールドカップ2015のイングランド代表に選ばれた[2]。
- 7人制イングランド代表に選ばれたことがある。
- ブリティッシュ・アンド・アイリッシュ・ライオンズに選ばれたことがある[3]。

## 略歴
2006年、レスター・タイガースに加入。
2016年、レスター・タイガースの主将に就任。
2022年、現役を引退した。